# Chiesa di Sant'Andrea Apostolo (Brunate)
La chiesa di sant'Andrea Apostolo è un edificio sacro sito a Brunate, in provincia di Como. Dedicata all'apostolo Andrea, funge da chiesa parrocchiale di Brunate dal 1654. Di particolare interesse è l'organo conservato all'interno della chiesa.

## Storia

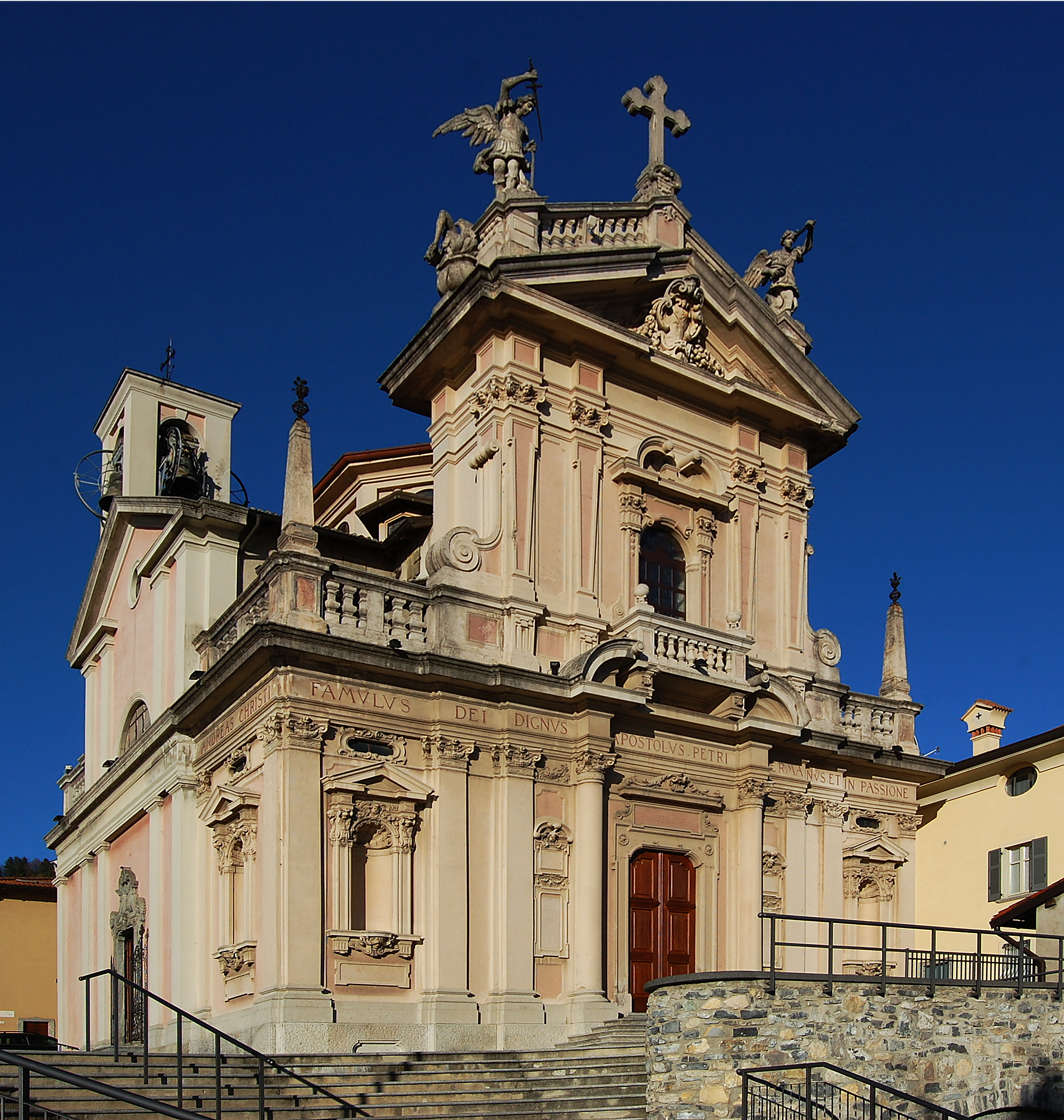
La facciata.

Le sue prime notizie risalgono al Trecento, insieme con l'annesso monastero femminile demolito dopo esser stato soppresso nel 1798.
Già inserita nella pieve di Zezio, tra la fine del Cinquecento e la metà del secolo successivo fu affidata alle cure pastorali dei terziari francescani dell'eremo di San Donato di Garzola.
Ricostruita nel XIX secolo e ampliata da ultimo tra il 1914 e il 1927 (da qui la presenza di due facciate), all'interno presenta affreschi dei Recchi (famiglia di pittori comaschi) realizzati alla fine del XVII secolo; nella volta sono raffigurati i patroni sant'Andrea e san Maurizio, mentre nei medaglioni sottostanti si ammirano sant'Ignazio di Loyola, san Michele Arcangelo, san Bartolomeo e la beata Maddalena Albrici.
Sulla facciata della chiesa sono incise le parole latine FAMVLVS DEI DIGNUS APOSTULUS PETRI GERMANUS ET IN PASSIONE, ovvero in Italiano: [Andrea:] servo di Dio, degno apostolo, fratello di Pietro anche nel martirio.

## Interno
All'interno della chiesa, in una nicchia lungo il lato destro, c'è un altare dedicato a Maddalena Albrici (1390-1465), sotto il quale sono conservate le sue reliquie. Badessa dell'antico monastero di Sant'Andrea, fu beatificata l'11 dicembre 1907 da papa Pio X.
Sul lato sinistro, un'ancona marmorea ospita un affresco quattrocentesco di Santa Guglielmina, realizzato da Andrea De Passeri, in passato meta di pellegrinaggio da parte delle signore in dolce attesa. Un'altra raffigurazione di Santa Guglielma si ritrova nella pala d'altare dell'attigua cappella, affrescata con Storie di san Vincenzo Ferreri; nella stessa pala, oltre ai Santi Guglielma e Vincenzo viene raffigurato San Carlo Borromeo. 
Più recenti sono invece gli affreschi eseguiti dai pittori Giovanni Paolo e Raffaello Recchi; tra questi spicca l'Annunciazione che sormonta il Settecentesco altare maggiore in marmo, con al centro la pala dedicata a Sant'Andrea. 

### Organo a canne
In controfacciata trova posto un organo a canne costruito dai fratelli Prestinari di Magenta nel 1827 riutilizzando il materiale fonico di un precedente organo Serassi del 1774.
Modificato nel corso del XX secolo, lo strumento, che ha 2 tastiere di 58 tasti e una pedaliera piana di 27 note, è stato restaurato da Ilic Colzani nel 2005.
Di seguito si riporta la disposizione fonica:
| Prima tastiera - Grand'Organo |             |
| Tromba                        | 8' Bassi    |
| Tromba                        | 8' Soprani  |
| Violoncello                   | Bassi       |
| Corno Inglese                 | 16' Soprani |
| Fagotto                       | 8' Bassi    |
| Tromba                        | 8' Soprani  |
| Fluta traversiera             | Soprani     |
| Flauto in VIII                | 4'          |
| Ottavino                      | 2' Bassi    |
| Ottavino                      | 2' Soprani  |
| Cornetto a tre ordini         | Soprani     |
| Viola                         | Bassi       |
| Voce umana                    | 8' Soprani  |
| Principale                    | 16' Bassi   |
| Principale                    | 16' Soprani |
| Principale I                  | 8' Bassi    |
| Principale I                  | 8' Soprani  |
| Principale II                 | 8'          |
| Ottava                        | 4' Bassi    |
| Ottava                        | 4'Soprani   |
| Quintadecima                  | 2'          |
| Decimanona                    | 1.1/3'      |
| Vigesima II e Vigesima VI     |             |
| Vigesima IX e Trigesima III   |             |
| Trigesima VI e Trigesima IX   |             |

| Seconda tastiera - Organo Eco |                |
| Principale                    | 8'             |
| Bordone                       | 8'             |
| Ottava                        | 4'             |
| Decimaquinta                  | 2'             |
| Tre di ripieno                | 1.1/3'-1'-2/3' |
| Sesquialtera                  |                |
| Flauto in VIII                | 4'             |
| Flauto in XII                 | 2.2/3'         |

| Pedale       |     |
| Contrabbassi | 16' |
| Basso        | 8'  |
| Ottava       | 4'  |
| Bombarde     | 16' |